# とおりゃんせ (パスピエの曲)
「とおりゃんせ」は、パスピエの楽曲で、4作目の配信限定シングル。2013年10月27日にiTunes限定で配信開始後、同年11月27日よりレコチョクほか各配信サイトにて配信開始。

## 概要
- 1stフルアルバム『演出家出演』から約4ヶ月ぶりとなるリリース。

- ミュージック・ビデオは当時所属していたワーナーミュージック・ジャパンの会議室で撮影されたもの。

- 『幕の内ISM』に収録。